# Estación de La Vila Joiosa (TRAM Alicante)
La Vila Joiosa es una estación del TRAM Metropolitano de Alicante donde presta servicio la línea 1. Está situada dentro del casco antiguo de Villajoyosa, al oeste del río Amadorio.

## Localización y características
Se encuentra ubicada junto a las calles Maestro Pons y Calvario, desde donde se accede. Dispone de dos andenes, dos vías, el edificio de la estación y otras instalaciones que formaban parte del antiguo complejo ferroviario.

## Líneas y conexiones
| << Cabecera | < Estación | Línea | Estación > | Cabecera >> |
| ----------- | ---------- | ----- | ---------- | ----------- |
| Luceros     | Paradís    |       | Creueta    | Benidorm    |